# Guarda (São Tomé)
Guarda (São Tomé) é uma aldeia de São Tomé e Príncipe, localiza-se ao Norte, no distrito da Lobata, ilha de São Tomé, próxima às localidades de Santa Maria e Vila Sara.